# Maria Isabel Guerra
Maria Isabel Vieira Guerra (Mococa, 8 de julho de 1955) é uma ex-nadadora brasileira. Ela competiu em três provas nos Jogos Olímpicos de Munique 1972: 200 metros borboleta, 200 metros medley e 400 metros medley.
Foi professora da Faculdade de Educação Física da Pontifícia Universidade Católica de Campinas.
Ela participou do revezamento da tocha dos Jogos Pan-Americanos de 2007, realizados na cidade do Rio de Janeiro.